# Mihály Matura
Mihály Matura (* 8. April 1900 in Budapest; † 7. Juni 1975 ebenda) war ein ungarischer Ringer und zweifacher Medaillengewinner bei Europameisterschaften im griechisch-römischen Stil im Leichtgewicht.

## Werdegang
Mihály Matura wuchs in Budapest auf und begann dort in jungen Jahren mit dem Ringen. Er wurde Mitglied von Vasas Budapest. 1924 wurde er erstmals ungarischer Meister im Leichtgewicht im griechisch-römischen Stil, den er ausschließlich rang. Er wurde daraufhin zu den Olympischen Spielen nach Paris entsandt. Dort gewann er drei Kämpfe und erreichte nach zwei Niederlagen in der 4. und 5. Runde gegen den Esten Albert Kusnets und den späteren Olympiasieger Oskari Friman aus Finnland den 6. Platz.
Bei der Europameisterschaft 1925 in Mailand siegte er zunächst wieder dreimal, um danach nach Niederlagen gegen Oskari Friman und seinen Landsmann Lajos Keresztes die Bronzemedaille im Leichtgewicht zu gewinnen. Das gleiche glückte ihm auch bei der Europameisterschaft 1926 im lettischen Riga. Er siegte dort u. a. gegen die starken Ringer Osvald Käpp aus Estland und František Kratochvíl aus der Tschechoslowakei. 
In den folgenden Jahren konnte sich Mihály Matura in Ungarn gegen Lajos Keresztes und Károly Kárpáti nicht mehr für internationale Meisterschaften qualifizieren. Dies glückte ihm erst wieder im Jahre 1934. Er startete in diesem Jahr bei der Europameisterschaft in Rom im Weltergewicht. Nach einem Sieg unterlag er dort gegen den Italiener Ercole Gallegati und die neue deutsche Ringerhoffnung Fritz Schäfer. 
Nach dieser Europameisterschaft widmete sich Mihály in erster Linie dem Traineramt. Er wurde dabei zu einem der profiliertesten ungarischen Trainer bis weit in die 1960er Jahre hinein. Unzählige Erfolge, die die ungarischen Ringer in jenen Jahren erzielten, hat Mihály Matura maßgeblich mitvorbereitet. Darüber hinaus war er auch als Funktionär tätig. Er war lange Jahre Präsident des ungarischen Ringerverbandes und wurde 1956 einer der Stellvertreter des Präsidenten des Ringer-Weltverbandes (FILA).

### Internationale Erfolge
(OS = Olympische Spiele, EM = Europameisterschaft, GR = griech.-röm. Stil, Le = Leichtgewicht, bis 1924 bis 67,5 kg, danach bis 66 kg Körpergewicht, We = Weltergewicht, damals bis 72 kg Körpergewicht)
- 1924, 6. Platz, OS in Paris, GR, Le, mit Siegen über Otto Borgström, Schweden, Ludwig Sesta, Österreich u. P. Parisel, Frankreich u. Niederlagen gegen Albert Kusnets, Estland u. Oskari Friman, Finnland;

- 1925, 3. Platz, EM in Mailand, Gr, Le, mit Siegen über Georg Warth, Deutschland, G. Metayer, Frankreich u. P. Parisel u. Niederlagen gegen Oskari Friman u. Lajos Keresztes, Ungarn;

- 1926, 3. Platz, EM in Riga, GR, Le, mit Siegen über Hermann Braun, Deutschland, Osvald Käpp, Estland u. František Kratochvíl, Tschechoslowakei u. einer Niederlage gegen Harald Pettersson, Schweden;

- 1934, 7. Platz, EM in Rom, GR, We, mit einem Sieg über Eduard Spaenen, Belgien u. Niederlagen gegen Ercole Gallegati, Italien u. Fritz Schäfer, Deutschland

### Ungarische Meisterschaften
Mihály Matura wurde 1924, 1927 und 1928 im Leichtgewicht ungarischer Meister im griechisch-römischen Stil.